# Owiraptory
Owiraptory to rodzina teropodów, do której należą m.in.: ingenia, konchoraptor, owiraptor i odkryty w 2007 gigantyczny gigantoraptor.

## Klasyfikacja
- dinozaury (Dinosauria)
  - gadziomiedniczne (Saurischia)
    - teropody (Theropoda)
      - celurozaury (Coelurosauria)
        - maniraptory (Maniraptora)
          - owiraptorozaury (Oviraptorosauria)
            - Caenagnathoidea
              - owiraptory (Oviraptoridae)
                - gigantoraptor (Gigantoraptor)
                - mikrowenator (Microvenator)
                - sziksingia (Shixinggia)
                - banji (Banji)
                - luoyanggia (Luoyanggia)

Owiraptory dzielą się na dwie podrodziny:
- Owiraptory (Oviraptorinae),
- Ingenie (Ingeniinae).